# Провінція Мікава
Провінція Мікава (яп. 三河国 — мікава но куні, "країна Мікава; 三州 — сансю, «провінція Мікава») — історична провінція Японії у регіоні Тюбу у центрі острова Хонсю. Відповідає східній частині префектури Айті.
Провінція Мікава була утворена у 7 столітті. До цього на її території знаходилась держава Хо но куні(穂国), яка була завойована яматоськими монархами у 5-6 століттях. Провінційний центр Мікави знаходивя у районі сучасного міста Тойода.
З 13 століття землі провінції перебували під владою роду Асікаґа. Після створення останнім сьоґунату Муроматі, Мікава почергово належала родам Іссікі, Хосокава, Кіра та Імаґава.
У 16 столітті провінція стала форпостом родини Мацудайра. ЇЇ представник, Мацудайра Мотоясу, який змінив ім'я на Токуґава Іеясу, став об'єднувачем Японії і засновником Едоського сьоґунату. Завдяки цьому, багато васалів і полководців Токуґави, які походили родом з Мікави, стали володарями ленів хан по всій країні і впливали на соціо-політичне життя Японії впродовж 250 років.
У період Едо (1603—1867) провінція Мікава була поділена між головними васалами сьоґунату — родами Мацудайра, Хонда, Мідзуно, Найто та іншими. Вони мали монополію на виготовлення пороху в країні, що приносило їм величезні прибутки. Завдяки розвитку хімічної промисловості Мікава стала відома також як «країна феєрверків», які щорічно проводилися у цій провінції.
У результаті адміністративної реформи 1872 року провінція Мікава увійшла до складу префектури Айті.

## Повіти провінції Мікава
- Аомі 碧海郡
- Ацумі 渥美郡
- Камо 加茂郡
- Нуката 額田郡
- Сітара 設楽郡
- Хадзу 幡豆郡
- Хоі 宝飯郡
- Яна 八名郡